# Joachim Lampe

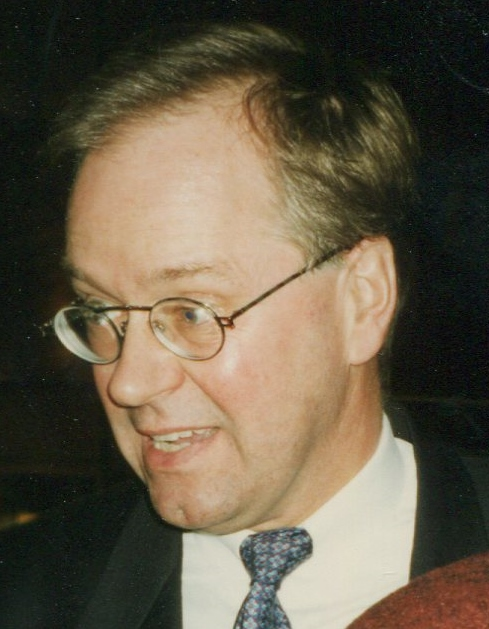
Joachim Lampe, um 1983

Joachim Lampe (* 1. November 1949 in Hamburg) ist ein deutscher Jurist und ehemaliges Mitglied der Hamburgischen Bürgerschaft für die CDU.

## Leben
Lampe machte 1969 Abitur am Gymnasium für Jungen am Kaiser-Friedrich-Ufer in Hamburg und studierte anschließend von 1969 bis 1973 Rechtswissenschaft an der Universität Hamburg. Es folgten 1973 das erste und 1976 das zweite juristische Staatsexamen.
Im Jahr 1966 trat er in die Junge Union ein, deren stellvertretender Landesvorsitzender er von 1973 bis 1979 war. 1968 wurde er Mitglied der CDU, wurde dann Ortsvorsitzender in Fuhlsbüttel und stieg 1981 zum Vorsitzenden des CDU-Landesausschusses auf. Ein Amt, das er bis in die 1990er Jahre innehatte. Von 1968 bis 1983 war er Mitglied der Hamburger Bürgerschaft. Von 1974 bis 1981 war er Vorsitzender des CDU-Ortsverbandes Fuhlsbüttel. Von 1974 bis 1978 gehörte er der Bezirksversammlung im Bezirk Hamburg-Nord an und war von 1975 bis 1978 Mitglied im Ortsausschuss Fuhlsbüttel. Im November 1974 sprach er sich mit seinem Parteifreund Berndt Röder für eine striktere Umsetzung des Nachtflugverbotes am Flughafen Hamburg aus. Im Folgejahr sprach er sich für die Realisierung des Großflughafens Kaltenkirchen aus, weil der Flughafen Fuhlsbüttel für die umliegende Wohnbevölkerung aus Lärm-, Abgas- und Sicherheitsgründen unzumutbar sei.
Von Juni 1978 an wurde er Abgeordneter der Hamburger Bürgerschaft. Zum 5. September 1983 legte er sein Mandat aus beruflichen Gründen nieder. Auch nach seinem Rückzug aus der Bürgerschaft engagierte er sich weiter in der CDU. So war er Mitte der 1980er Jahre stellvertretender Vorsitzender des CDU-Kreisverbandes Hamburg-Nord.
Unmittelbar nach seinem 2. juristischen Staatsexamen 1976 begann Joachim Lampe seine berufliche Laufbahn mit dem Eintritt in die Verwaltung des Norddeutschen Rundfunks (NDR) in Hamburg. Bis auf zwei Jahre (1978 bis 1980) blieb er sein Berufsleben lang im Sender. Er wirkte dort als Leiter des Referats Betriebsplan und der Regionalen Koordination. Von 1988 an leitete er dort den größten Geschäftsbereich, die Produktionsdirektion. Der Rundfunkrat des Senders wählte ihn 1995 zusätzlich zum stellvertretenden Intendanten. Lampe vertrat den NDR in einer Reihe von Aufsichtsräten und auf ARD-Ebene. Aus gesundheitlichen Gründen trat er 2007 in den vorzeitigen Ruhestand.